# Пистолет-пулемёт
Пистоле́т-пулемёт, индивидуальное ручное автоматическое огнестрельное оружие непрерывного огня. Предназначен для поражения живой силы противника в ближнем бою, обеспечивает высокую плотность и эффективность стрельбы.

## История

### Предыстория
Пистолет-пулемёт возник в годы Первой мировой войны наряду с такими видами вооружений, как танк и химическое оружие, будучи в глазах своих создателей составной частью разрешения так называемого «позиционного тупика».
Как это часто бывает в случае наличия объективных предпосылок для появления того или иного технического устройства, идея этого вида оружия возникла и была реализована практически одновременно сразу в нескольких странах.
К тому времени автоматический огонь пулемётов уже весьма убедительно показал свою высокую эффективность, особенно в «окопной» позиционной войне. Однако пулемёты тех лет, как правило, стреляли с лафета или станка, были очень тяжёлыми. Например, знаменитый пулемёт Максима весил без станка, воды и патронов около 20 кг, а в готовом к бою виде со станком — более 65 кг, и обслуживался расчётом из 2–6 человек. Будучи отличным для обороны укреплений, станковый пулемёт совершенно не подходил для активных наступательных действий.
Вполне логичной в такой ситуации была идея создания более лёгкого автоматического оружия, которое мог бы переносить и эффективно использовать в бою один человек. Эта плодотворная мысль привела к появлению сразу трёх новых видов оружия: ручного пулемёта, первоначально с трудом отличимого от автоматической винтовки и, собственно, пистолета-пулемёта.

### Первые образцы
Исходя из идеи облегчения и повышения тактической мобильности пулемёта, в 1915 г. в Италии майором Абелем Ревелли (Bethel Abiel Revelli) был создан лёгкий двуствольный ручной пулемёт Villar-Perosa M1915 под пистолетный патрон Глизенти (9×20 мм). Он сравнительно широко использовался в итальянской армии, причём особенно активно — горными и штурмовыми частями. Существовали варианты для стрельбы как со станка, так и с сошек или с рук, — что в какой-то мере делает это оружие также предвозвестником концепции единого пулемёта. Также предполагалось использовать его как авиационный, но в авиации особого распространения оружие не получило из-за низкой поражающей способности пистолетных пуль и малой для воздушного боя дальности стрельбы.
Принадлежность этого громоздкого оружия, представлявшего собой спарку двух ствольных коробок с расположенными сверху отдельными магазинами, и общим спуском с гашеткой, имевшего исключительно высокий темп стрельбы — 3000 выстрелов в минуту (по 1500 на ствол), к полноценным пистолетам-пулемётам в современном значении этого слова является, возможно, спорным вопросом. Однако, ближе к концу войны, на его базе был создан уже вполне традиционно устроенный и выглядевший ПП — Beretta M1918 системы Тулио Маренгони. Он представлял собой по сути одну из ствольных коробок «Вилар-Перозы», дополненную обычным спусковым механизмом со спусковым крючком и установленным в деревянную ложу карабина. Встречается, однако, также информация о том, что Beretta M1918 являлся самозарядным карабином, лишённым возможности ведения автоматического огня; вероятно, речь может идти и о существовании двух различных вариантов оружия.
Также в 1915 г. в Австро-Венгрии был создан тяжёлый пистолет-пулемёт с водяным охлаждением Standschütze Hellriegel M1915, произведён в очень ограниченном количестве прототипов. Он был испытан на полигоне в октябре 1915 г. и использовал унитарный пистолетный патрон 9×23 mm Steyr.
После окончания войны, оставшиеся на складах «спарки», также были переделаны в более практичные одноствольные ПП — Villar-Perosa OVP M1918, которые получали винтовочный приклад и обычный УСМ со спусковым крючком. Обе системы — и «Беретта», и «Вилар-Пероза», — имели замедлители отхода затвора, предназначенные для уменьшения темпа стрельбы до разумных для ручного оружия пределов — порядка 900 выстрелов в минуту. Например, в OVP использовался полусвободный затвор, отход которого назад незначительно замедлялся путём поворота на небольшой (порядка 45 градусов) угол за счёт взаимодействия его специальных выступов с винтовыми канавками на внутренней поверхности ствольной коробки.
Той же самой идеей лёгкого ручного пулемёта под пистолетный патрон руководствовались и создатели считающегося в США первым в мире пистолета-пулемёта Томпсона, разработанного под руководством генерала Джона Т. Томпсона (John Taliaferro Thompson) группой инженеров во главе с Теодором Эйкхоффом (Theodore H. Eickhoff) в период с 1916 по 1919 гг.
Именно генерал Томпсон изобрёл термин "submachine gun" — как раз и означающий дословно «подпулемёт», в значении более лёгкой разновидности пулемёта, — которым по сей день обозначают этот тип оружия в США и, отчасти, в других англоязычных странах.
Любопытно, что Томпсон, со своей командой инженеров, начинал разработки с идеи автоматической винтовки, и лишь позднее переключился на разработку лёгкого, переносимого одним человеком пулемёта, пригодного для наступательных действий в окопной войне и рассчитанного под пистолетный патрон .45 ACP, из-за выяснившейся вскоре непригодности выкупленного им у изобретателя полусвободного затвора системы Блиша для более мощных винтовочных боеприпасов.
Поучаствовать в войне ПП Томпсона не успел, — по легенде, первая партия этого оружия, предназначенная для проверки на фронте, прибыла в доки Нью-Йорка 11 ноября 1918 г. — как раз в день её окончания, однако в межвоенные годы он получил широкое распространение и громкую славу как оружие гангстеров и полиции, а также благодаря его широкому применению во Второй мировой войне.
В США в 1917 г. было разработано оружие, хотя и не имеющее прямого отношения к ПП, но тем не менее близкое по назначению и потому часто затрагиваемое при рассмотрении истории этого вида оружия, — так называемое Pedersen device — по имени изобретателя, или официально, US Automatic Pistol, Caliber .30, Model of 1918. Оно представляло собой вкладыш, который, будучи вставленным вместо затвора в ствольную коробку винтовки Springfield M1903, превращал её в некое подобие пистолета-пулемёта — или, точнее, самозарядного карабина под пистолетный патрон, — ведущего одиночный огонь специальными пистолетными патронами 30-го калибра (.30–18 Auto). Считалось, что это позволит радикально повысить огневую мощь пехоты в ближнем бою, при этом сохранив возможность использования магазинной винтовки по прямому назначению.
Однако эта идея себя не оправдала ввиду большой массы, добавляемой устройством к экипировке пехотинца (в общей сложности порядка 7 кг), сравнительной дороговизны реализации, неудобства в использовании, а также необходимости доработки винтовки для установки вкладыша — необходимо было проделать окно для выброса стреляных гильз. Существовали также экспериментальные варианты для винтовок Ли-Энфилд и Мосина (последняя выпускалась в США фирмой «Ремингтон» по заказу царского правительства, после революции партия винтовок была конфискована  и принята на вооружение Армии США как Model 1916). Устройства Педерсена выпускались с 1918 по 1920 гг., но никогда не использовались в бою, а в начале 1930-х гг. были списаны и в основном уничтожены.
Немцы подошли к созданию ПП с другой стороны, но получившееся в итоге оружие было по сути весьма близко к уже описанным выше итальянскому и американскому образцам. До этого они уже в течение длительного времени экспериментировали с тяжёлыми пистолетами, такими, как Mauser C96 или артиллерийская версия Luger P08, имевшими длинные стволы, магазины большой ёмкости и приставные приклады. Пытаясь найти путь повышения их огневой мощи, немецкие конструкторы пришли к идее увеличения ёмкости магазина и повышения плотности огня за счёт добавления режима стрельбы очередями. Однако для пистолета этот путь оказался бесперспективным: точность и дальность автоматического огня даже при его ведении с установленным прикладом оказались неудовлетворительны.
Поэтому было создано более тяжёлое и мощное оружие под тот же патрон, по своим характерным признакам промежуточное между пистолетом, пулемётом и лёгким карабином,— имеющее размеры и форм-фактор последнего, темп стрельбы второго и использующее патрон, позаимствованный у первого, — пистолет-пулемёт MP18/I. Так как в создании этого оружия немцы шли от разработок в области пистолетов, вполне логичным выглядит то, что в немецком языке он получил название maschinenpistole, то есть, дословно, «автоматический пистолет», или, точнее, — «пистолет, стреляющий очередями». Любопытно, что оригинальный барабанный магазин на 32 патрона МР18 позаимствовал как раз у артиллерийской версии пистолета-карабина «Люгер» P 08.
MP18/I был принят на вооружение на несколько месяцев позднее итальянского Beretta M1918, но испытания опытных образцов начались ещё в 1916 году, что позволяет немцам рассматривать именно его как первый в мире пистолет-пулемёт. Он нашёл ограниченное применение на фронтах Первой мировой, состоял на вооружении штурмовых отрядов (Stosstruppen) и показал себя в качестве высокоэффективного оружия для ближнего боя при штурме окопов и траншей, в этих условиях дающего вооружённой им пехоте подавляющее превосходство над противником, имеющим лишь самозарядные пистолеты и магазинные неавтоматические винтовки.

### Межвоенный период
Немцы пришли к созданию ПП через опыты со всё более тяжёлыми и имеющими всё большую огневую мощь пистолетами, а итальянцы и американцы в качестве отправной точки избрали противоположный конец существовавшего в то время спектра стрелкового оружия — пулемёт, ещё только-только выделившийся из состава артиллерии, но уже заявивший о себе на полях сражения Первой мировой, и путём его последовательного облегчения пришли к идее пистолета-пулемёта.
В межвоенный период в ходе анализа боевого опыта Первой мировой войны наличие такого спектра различных подходов к созданию ПП привело к возникновению в кругах военных специалистов принципиально различных подходов и к его боевому применению в будущих войнах.
Так, рядом экспертов пистолет-пулемёт признавался мощным вспомогательным огневым средством, оружием поддержки пехоты в бою на самых ближних дистанциях, — до 200 метров, — то есть, своего рода лёгким ручным пулемётом, а в какой-то мере даже альтернативой обычному ручному пулемёту. Созданные с таким «прицелом» образцы этого вида оружия обычно снабжались длинными стволами, нередко с возможностью их быстрой смены во время боя, сошками для большей устойчивости при ведении автоматического огня, магазинами повышенной ёмкости и прицельными приспособлениями, проградуированными до 500, а то и до 1000 метров, рассчитанными на возможность ведения «беспокоящего» огня по групповой цели.
Типичным примером этого направления может послужить пистолет-пулемёт «Суоми», в 1931 г. принятый на вооружение финской армии, испытывающей нехватку ручных пулемётов и пытающуюся компенсировать её за счёт введения ПП. «Суоми» имел довольно длинный ствол с возможностью очень быстрой смены в бою, 70-патронный дисковый магазин на большей части выпуска, прицел, проградуированный до 500 метров, сошки в некоторых вариантах. По своей массе, — 7,5 кг в снаряжённом виде, — «Суоми» был вполне сравним с пулемётом. В пехоте он был введён в количестве 72 единиц на полк, по 2 на взвод, — столько же, сколько и обычных ручных пулемётов. Также выпускались его модификации для вооружения ДОТов и бронетехники.
В Чехословакии ПП ZK-383 также был введён как оружие поддержки уровня пехотного отделения, о чём свидетельствует наличие сошек и быстросменного ствола. Подобные образцы создавались в то время и в других странах, например — не принятая на вооружение «военизированная» модификация ПП Томпсона М1923, имевшая длинный ствол и складные сошки.
Иной подход в основном сводился к признанию пистолета-пулемёта своего рода более мощной альтернативой пистолету, наиболее пригодной для его замены на вооружении непосредственно участвующего в боевых действиях командного состава, бойцов «второй линии», а также — различного рода вспомогательных частей и подразделений.
Именно такой подход практиковался, в частности, в Красной Армии. Разработке пистолетов-пулемётов в СССР уделялось достаточно большое внимание, к ней приступили ещё в середине 1920-х годов. 27 октября 1925 года Комиссия по вооружению РККА, формируя планы по введению новых образцов стрелкового оружия, постановила:
…считать необходимым младший и средний комсостав перевооружить автоматическим пистолетом[-пулемётом], оставив Наган на вооружении старшего и высшего командного состава.
— причём в качестве потенциального прототипа общего типажа оружия указывался ПП германской фирмы Dreyse RM&M Rheinmetall MP 19 системы Луиса Штанге.
В это же время был создан целый ряд опытных конструкций, таких, как «лёгкий карабин» Токарева или опытный пистолет-пулемёт Дегтярёва, выполненный на основе развития конструкции его же пулемёта.
В Отчётном докладе Реввоенсовета СССР от декабря 1929 года было указано, что:
Принятая система пехотного вооружения РККА предусматривает в недалеком будущем введение на вооружение полуавтоматической самозарядной винтовки… самозарядного пистолета… пистолета-пулемёта как мощного автоматического оружия ближнего боя (имеются образцы, магазин на 20-25 патронов, дальность — 400—500 метров).
Итогом стало принятие на частичное вооружение пистолета-пулемёта Дегтярёва, имевшего умеренную массу, сравнительно короткий ствол без возможности оперативной замены в полевых условиях, секторный магазин на 25 патронов и возможность ведения одиночного огня. В соответствии с изначальными установками, он был введён на вооружение комсостава РККА и выпускался изначально в небольших количествах, около 1000 единиц в год.
Оба подхода имели общим моментом то, что пистолет-пулемёт рассматривался исключительно в качестве вспомогательного вида оружия, не пригодного для вооружения всей армии или даже значительной её части, главным образом — ввиду характерной для него небольшой эффективной дальности ведения огня.
На практике истина была где-то посередине между этими крайними точками зрения: рассмотрение ПП как облегчённого и более дешёвого «эрзац-пулемёта», с соответствующий атрибутикой вроде сошек и сменных стволов, себя в целом не оправдало, но и представления, отводившие ему лишь роль функциональной замены пистолета, оказались излишне узкими, так как в определённых условиях ПП мог играть и гораздо более существенную роль. Однако для установления этого была необходима, в первую очередь, проверка теоретических построений реальным боевым опытом применения нового оружия, который в то время практически отсутствовал.
Между тем, наличие подобных разногласий относительно концепции нового вида оружия при отсутствии возможности проверки его боевых качеств в ходе полномасштабного военного конфликта приводило к возникновению своего рода «замкнутого круга» обстоятельств, мешавших распространению пистолета-пулемёта в качестве армейского оружия даже в той весьма ограниченной роли, которую отводили ему военные специалисты того времени. Незаинтересованность армий в производстве ПП в количестве, превышающем десяток тысяч в год, — против годового выпуска магазинных винтовок в сотни тысяч и миллионы штук, — имела итог в виде их весьма существенной себестоимости, по которой они оказывались едва ли не сравнимы с ручными пулемётами. Это, в свою очередь, заставляло уже военных рассматривать ПП как дорогостоящую, но при этом имеющую весьма ограниченное применение «игрушку».
Некоторые специалисты этого периода даже рассматривали ПП как исключительно «полицейское» оружие, чему отчасти способствовал тот факт, что в Германии, которой Версальскими договорами разработка военных ПП была запрещена, они пока продолжали развиваться под видом «полицейского» вооружения, — хотя «полицейский» MP28/II при этом вполне успешно поставлялся немцами на экспорт как боевое оружие.
В Европе пистолеты-пулемёты выпускались в те годы преимущественно именно для экспортирования, — их производители сбывали свою продукцию не столько своим собственным армиям, которые были мало заинтересованы в данном виде оружия, сколько в страны Латинской Америки, Африки и Азии.
Одним из лучших, и при этом наиболее характерных, ПП этого периода может считаться выпускавшийся в Австрии и Швейцарии Steyr-Solothurn S1-100, созданный в сотрудничестве со специалистами немецкой фирмы Rheinmetall-Borsig.
Он имел исключительно добротную конструкцию — все основные детали изготовлялись фрезеровкой из стальных поковок, что сообщало ему большую прочность, высокую массу и фантастическую стоимость, благодаря которой S1-100 приобрёл славу «Роллс-Ройса среди пистолетов-пулемётов». При этом устройство этого образца было простейшим и, по сути, повторяло в общих чертах MP18.
Затвор S1-100 — свободный, стрельба осуществлялась с открытого затвора. Магазин примыкался слева, как у MP18 и MP28. УСМ допускал ведение огня одиночными выстрелами или очередями. Ствольная коробка имела откидывающуюся на шарнире вверх-вперёд крышку, благодаря чему разборка оружия для чистки и обслуживания осуществлялась очень просто. Возвратно-боевая пружина располагалась в прикладе и была связана с затвором длинной тягой-толкателем. Ствол ПП был закрыт перфорированным кожухом, предохраняющим руки стрелка от ожогов. Сложный прицел секторного типа был рассчитан на ведение огня на дальности от 100 до 500 м. Оружие имело полноценную деревянную ложу карабинного типа. В его комплектацию входили штык-нож и встроенное в приёмную горловину устройство для заполнения магазина из штатных пистолетных обойм. В качестве дополнительных аксессуаров производителем предлагались сошки и даже лёгкий треногий станок пулемётного типа.
Хотя в 1934 году S1-100 в варианте под очень мощный патрон 9×25 мм Маузер был принят на ограниченное вооружение Бундесхеера (австрийской армии) под обозначением MP34 — каждому пехотному отделению наряду с ручным пулемётом был придан один ПП, львиная доля продаж этой модели приходилась именно на её поставки на экспорт. Существовали экспортные варианты S1-100 под все основные военные пистолетные патроны тех лет, — 9×19 мм Люгер, 7,63×25 мм Маузер, 7,65×21 мм, .45 ACP. Австрийская полиция также имела на вооружении вариант под патрон 9×23 мм Steyr.
Как результат такого подхода, первым конфликтом, в котором пистолеты-пулемёты нашли широкое применение, стала война, шедшая на максимально возможном удалении от мировых центров их разработки и производства.

#### Опыт Чако
В 1934 г. в Чакской войне между Парагваем и Боливией последней были применены закупленные в Австрии и Германии пистолеты-пулемёты, преимущественно — те же самые MP28 и S1-100. Оказалось, что плотный огонь из них, ведущийся большим количеством стрелков, был способен остановить любую атаку парагвайской пехоты на её последних 50–100 метрах, имея в ближнем бою большое превосходство даже над огнём обычных пулемётов. Война эта велась в весьма специфических условиях, при господстве на театре военных действий густых лесов, и проходила на самых ближних дистанциях, периодически переходя в рукопашные схватки пехоты, при отсутствии существенной поддержки со стороны артиллерии, бронетехники и авиации.
Опыт Чакской войны и других конфликтов предвоенного периода позволил определить в целом и общем пределы реальных боевых возможностей ПП как вида оружия. ПП оказался мощным и эффективным огневым средством пехоты, но лишь на ближних дистанциях боя и при условии применения этого оружия достаточно большим количеством стрелков.
Участвовавший в этой войне в качестве офицера немец В. Брандт писал:
Постепенно пистолет-пулемёт получает всё более широкое распространение. В австрийской армии уже каждому стрелковому отделению, кроме нового пулемёта «солотурн», придан ещё и пистолет-пулемёт. Пистолет-пулемёт позволяет окончательно разрешить вопрос «последних 200 м» в том направлении, что всякая атака может быть приостановлена на дистанции последних 200 м, если оборона располагает к этому моменту ещё достаточным количеством готовых к действию пистолетов-пулемётов. Именно на ближайших расстояниях удобный в обслуживании пистолет-пулемёт превосходит ручной пулемёт, почему он может быть также использован в рукопашном бою. Стрелок, вооружённый пистолетом-пулемётом, может иметь при себе от 500 до 800 патронов, вследствие чего он не зависит от подносчиков патронов ни при атаке, ни при обороне.
На основании полученного в Южной Америке опыта Брандт предлагал вооружить пистолетами-пулемётами значительную часть стрелков — до 30% от их общего числа, против реально имевшихся в наиболее передовых армиях того времени нескольких процентов.
Между тем, военные специалисты отвечали на его доводы своими аргументами, в какой-то мере также справедливыми:
Пистолет-пулемёт непригоден для огневого боя на дистанциях, превышающих 200 м. Вооружённые этим оружием должны, следовательно, оставаться в бездействии на этих дистанциях, в то время как самозарядная винтовка может работать превосходно. На последних, самых трудных 200 м, то есть в ближайшем бою, пистолет-пулемёт, безусловно, прекрасное оружие, которое при автоматической стрельбе может сделать 32 выстрела в 3,5 секунды. Но значительные трудности при приближении к противнику начинаются обычно уже раньше, начиная с 300 м или даже с 400 м, а на таких дистанциях пистолет-пулемёт недействителен.
Этому мнению вторит и статья в немецком журнале Wehrtechnische Monatshefte за 1936 год, перепечатанная в № 10 за 1937 года советского сборника «Техника и вооружение»:
Следует согласиться с тем, что пистолет-пулемёт может дать хорошие результаты в бою на ближних дистанциях, но он всё же остаётся оружием специального назначения, так как его применение ограниченно. Подобным же специальным оружием является взводный или окопный гранатомёт, который даёт благодаря небольшим снарядам действие, равноценное действию ручной гранаты, и может быть использован также лишь на очень близких дистанциях.
К тем же выводам подталкивал и опыт применения «Томпсонов» модели 1921 г. Корпусом Морской пехоты США в локальных конфликтах в Латинской Америке (так называемых «Банановых войнах»), в ходе которого быстро выяснилось, что на ближней дистанции вооружённое пистолетами-пулемётами звено из 4 автоматчиков по огневой мощи легко может сравниться с полным отделением из 9 стрелков с винтовками, но эффективность огня далее 50 ярдов (~45 м) оказалась низкой. Аналогичным оказался опыт Испанской гражданской войны, где франкисты были вооружены немецкими моделями ПП (преимущественно — MP28, причём лицензионного бельгийского производства), а республиканцы наладили выпуск собственных систем, таких, как Naranjero (копия того же МР28) и Labora.
Таким образом, и во второй половине 1930-х гг. пистолет-пулемёт признавался большинством военных специалистов сугубо вспомогательным огневым средством специального назначения, наравне с тем же окопным гранатомётом, — средством, полезным для ближнего боя, но не более того. «В вину» ему ставилось то, что вооружённые ПП стрелки фактически исключались из ведения боя на дистанциях более 100 метров, — при том, что в этот период господствовали явно завышенные представления о дистанции, на которой будет происходить пехотный бой, а дальности и точности стрельбы уделялось огромное внимание.
В качестве основного оружия пехоты в те годы использовались магазинные винтовки, причём во многих странах — в частности, США, СССР, Франции, — активно велись работы по замене их винтовками самозарядными и автоматическими. В наиболее передовых в военном отношении государствах уже велись работы по созданию оружия под промежуточные патроны, в связи с которыми можно отметить французский автоматический карабин Рибейроля 1918 года под патрон 8×35 мм, швейцарские патроны 7,65×35 мм (1921) и 7,65×37 мм (1923 год), предпринятые в конце 1920-х годов в СССР попытки В. Фёдорова внедрить в РККА облегчённый винтовочный патрон калибра 6,5 мм с длиной гильзы порядка 40 мм, датский опытный автомат Weibel под патрон 7×44 мм начала 1930-х годов, и иные разработки.

#### Советско-финская война
В конце 1930-х годов вооружённая в полном соответствии со стандартами того времени Красная Армия вступила в Советско-финскую войну, в остальном мире более известную как Зимняя война.
Основным образцом индивидуального стрелкового оружия в ней была модернизированная магазинная винтовка Мосина образца 1930 года, дополненная значительными количествами автоматических винтовок системы Симонова и, впоследствии, самозарядных системы Токарева.
Основным оружием поддержки был пулемёт Дегтярёва, которых в советском стрелковом полку по штатному расписанию имелось 142 штуки (данные А. В. Исаева).
Что касается пистолетов-пулемётов, то испытания, проводившиеся в СССР в 1935-37 годах, выявили, что ПП Дегтярёва является весьма мощным огневым средством ближнего боя, и по их итогам ГАУ предполагалось в ближайшее время «… ввести его на вооружение отдельных категорий бойцов РККА, пограничной охраны НКВД, пулемётных и орудийных расчётов, некоторых специалистов, авиадесантов, водителей машин и т. д.»; а также продолжить «… разработку нового типа автоматического оружия под пистолетный патрон <…> для возможной замены устаревшей конструкции ППД.»
Но на практике реализовать эти замыслы в короткие сроки не удалось. Более того — оказавшийся недостаточно технологичным и дорогим в производстве, а также имевший конструктивные недостатки ППД был в феврале 1939 года, за 8 месяцев до начала войны, приказом Артуправления признан устаревшим и снят с производства, а имевшиеся запасы ПП были направлены на складское хранение для обеспечения лучшей сохранности на случай начала военного конфликта.
Уже в ходе боевых действий находившиеся на складском хранении устаревшие образцы автоматического оружия, — пистолеты-пулемёты Дегтярёва, а также «автоматы» (автоматические карабины) Фёдорова, — были переброшены войскам, сражавшимся в Карелии.
Финская пехота также имела в качестве основного стрелкового оружия неоднократно модернизированную винтовку Мосина,
дополненную весьма незначительными количествами пистолетов-пулемётов «Суоми»,
а основным пехотным оружием поддержки был ручной пулемёт Лахти-Салоранта М-26,
которых ощущалась существенная нехватка, — по тем же данным всего 72 пулемёта на полк.
Пистолетов-пулемётов имелось один-два на пехотное отделение, — столько же, сколько и пулемётов, — и использовались они не как индивидуальное оружие стрелка-автоматчика, а, скорее, в качестве оружия поддержки, своего рода лёгкого ручного пулемёта.
На начало войны в финской армии имелось всего порядка 4 000 «Суоми»,
что, конечно, составляло лишь небольшую часть от имевшегося стрелкового оружия.
Самозарядных и автоматических винтовок финны на вооружении не имели.

Штатная организация финского пехотного полка (2 954 человека) предусматривала 2 325 винтовок, 36 станковых пулемётов, 72 ручных пулемёта и 72 пистолета-пулемёта. Пистолеты-пулемёты составляли 3 % (прописью: три процента) от числа винтовок. Чуть больше пистолетов-пулемётов было в так называемых sissi-батальонах. Смысловое значение этого термина — партизанский батальон, или, если осовременить, батальон специального назначения. Предназначались они для самостоятельных действий с охватами и обходами по лесам наступающих дивизий Красной Армии. Вместо двух пистолетов-пулемётов в пехотном взводе регулярной армии взводы sissi-батальонов получали четыре пистолета-пулемёта «суоми». Делалось это вследствие того, что в батальоне отсутствовала рота станковых пулемётов, что потребовало компенсации — уменьшения количества автоматического оружия на взводном уровне. В остальном организация партизанских батальонов совпадала с обычными. Все рассказы о ротах или батальонах финнов, поголовно вооружённых автоматами «суоми», — это чистейшей воды вымысел.— А. В. Исаев. Антисуворов. Десять мифов второй мировой. — М.: Яуза, Эксмо, 2004. — 416 с. — ISBN 5-699-07634-4.
Между тем, эффективное применение финнами имевшихся у них пистолетов-пулемётов произвело большое впечатление на руководство РККА. Сегодня многие авторы списывают это на желание оправдать собственные неудачи и неожиданно тяжёлый характер Зимней войны, упоминая, что в создании мифа о вездесущих «финских автоматчиках», в том числе — якобы стреляющих из крон деревьев «кукушках», отчасти повинны многочисленные ДОТы «линии Маннергейма», многие из которых были хорошо замаскированы, так что не всегда было возможно определить направление, с которого вёлся огонь, — огонь обычных пулемётов Максима, а не ПП. Кроме того, местность Карельского перешейка, на которой проходили боевые действия, оказалась сложной для ведения развёрнутых боевых операций из-за сильно пересечённого рельефа, леса и снежных завалов, зато весьма располагала именно к применению ПП для ближнего боя. Дальнобойность же винтовок часто оказывалась в этих условиях просто не востребована, — со схожими проблемами впоследствии столкнулись американские войска на тропических островах Азиатско-Тихоокеанского театра военных действий, в Корее и в джунглях Вьетнама, где из-за малых дистанций ведения огня применение ПП часто оказывалось более оправданным, чем точных и дальнобойных самозарядных и автоматических винтовок.
Так или иначе, именно во время и после Финской войны в СССР активизировались работы по наладке массового производства и модернизации имеющихся (ППД), а также разработке новых образцов ПП, в частности — начат конкурс, победителем в котором впоследствии стал знаменитый ППШ. ППД был доработан, — адаптирован к массовому производству и получил магазин повышенной ёмкости, по аналогии с «Суоми», позволивший использовать его для непосредственной поддержки пехоты в ближнем бою; Красная Армия получила значительные количества этого оружия, — к концу 1940 года на пехотный взвод по штатному расписанию приходилось 8 пистолетов-пулемётов, или, в процентном отношении, более 15 % от общего количества стрелкового оружия. Впрочем, как уже упоминалось, расширение сферы использования ПП в РККА было запланировано ещё до Финской войны, но применительно к разработке более совершенного, чем ППД, образца этого оружия; чрезвычайная ситуация, возникшая в ходе военных действий, таким образом, лишь послужила «катализатором» этого процесса, вынудив вместо разработки принципиально нового образца в сжатые сроки довести до приемлемого уровня имеющийся — ППД.
На совещании высшего комсостава РККА в декабре 1940-го генерал-лейтенант В. Н. Курдюмов, описывая гипотетический случай военных действий с Германией, давал следующий расчёт наступательного боя советского стрелкового корпуса на оборону германской пехотной дивизии:

Наш наступающий корпус будет иметь в первом атакующем эшелоне 72 взвода, 2 880 штыков, 288 ручных пулемётов, 576 ППД… В среднем на 1 км фронта будет атакующих 2 888 человек против 78 человек обороны, пулемётов и пистолетов-пулемётов — 100 против 26…
Финны также извлекли из боевого опыта ценные уроки. Как оказалось, малая дальность стрельбы и сравнительно низкая поражающая способность пистолетных пуль не позволяли использовать ПП в качестве полноценного оружия поддержки пехотного отделения, заменяющего ручной пулемёт. В результате финнам пришлось уже в ходе боевых действий пересмотреть свою военную доктрину и дополнить вооружение каждого пехотного отделения ручным пулемётом, роль которого, как правило, играл трофейный советский ДП, одновременно с увеличением количества ПП с 1 до 2-3 на отделение.
Вероятно, анализ боевого опыта Зимней войны в определённой мере повлиял и на военную мысль в мировом масштабе, так как именно в конце 1930-х годов во многих странах, до этого пистолетов-пулемётов на вооружении не имевших, были начаты активные работы в этом направлении. Впрочем, тут с равной степенью вероятности могло сыграть свою роль и желание срочно заполучить хотя бы какое-либо автоматическое оружие в условиях неизбежно приближающейся новой мировой войны. Так, создание в 1940 году и принятие на вооружение в Великобритании ПП «Ланчестер» Mk. I, видоизменённой копии немецкого MP28, было продиктовано вполне реальной угрозой германского вторжения.

### Вторая мировая война
Период Второй мировой войны стал пиком развития пистолета-пулемёта в качестве армейского оружия. По сути, только в этот период ПП использовались пехотой целого ряда армий в качестве основного вооружения, наравне с магазинными неавтоматическими и самозарядными винтовками, а также, к середине войны, — первыми автоматами/штурмовыми винтовками. Созданные в это время образцы ПП выпускались миллионными тиражами, ими вооружали целые воинские подразделения, что потребовало радикальных изменений в технологии их производства.
Массовое распространение ПП в период Второй мировой войны было связано отнюдь не с их внезапно открытыми выдающимися чисто боевыми качествами, — которые у подавляющего большинства моделей времён войны были ещё ниже, чем у довоенных, — а с достигнутыми в образцах этого периода высокой технологичностью и дешевизной массового производства, благодаря, главным образом, широкому применению штампосварных деталей и общему упрощению конструкции, что делало их наиболее пригодными на роль оружия военного времени, — недорогого, не требующего для своего производства дефицитных стратегических ресурсов и выпускаемого массовой серией, пусть и не блещущего высокими боевыми и эксплуатационными качествами.
Некоторые образцы этого периода, например советский ППШ или венгерский 39М, всё же существенно превосходили по характеристикам «средний уровень» своего класса, но в этом отношении они стояли особняком.

#### Советские пистолеты-пулемёты
Большинство деталей советского ПП Шпагина было выполнено штамповкой на маломощном прессовом оборудовании, имевшемся практически на любом промышленном предприятии, а остальные, кроме ствола (унифицированного по каналу с трёхлинейным винтовочным) — преимущественно токарной или грубой фрезерной обработкой. На его изготовление уходило вдвое меньше времени, чем на производство его предшественника — ПП Дегтярёва, значительно была снижена и металлоёмкость, причём боевые качества при этом повысились. Себестоимость ППШ в 1941 году, то есть, на самом раннем этапе его освоения в производстве, составляла 500 рублей, что уже было по порядку сравнимо со стоимостью винтовки образца 1891/30 гг. в тот же период — 163 рубля, и ощутимо ниже цены самозарядной винтовки СВТ, которая по довоенным планам должна была к 1942 году стать основным стрелковым оружием в Красной Армии — 713 рублей на 1940 год, с запланированным в перспективе снижением до 508 рублей, вероятно в случае развёртывания массового производства, чего так и не произошло. Кроме того, для его изготовления не требовалось никаких остродефицитных в военное время материалов, вроде высокопрочных легированных сталей, необходимых для обеспечения прочности деталей автоматических винтовок под мощные патроны.
Это, наряду с высокими для пистолета-пулемёта боевыми качествами — одиночный огонь из ППШ был эффективен до 300—350 м, а короткими очередями — до 200 м, предопределило ведущую роль этого ПП в системе лёгкого стрелкового вооружения РККА военного периода начиная уже со второго года войны.
Причём по мере развёртывания всё более массового производства и внесения изменений в конструкцию себестоимость ППШ снижалась и далее, так что к 1943 году она составила уже 142 рубля. В результате за годы войны было выпущено около 6 миллионов экземпляров этого ПП, а более «нишевого», предназначенного преимущественно для экипажей бронетехники, ПП Судаева, который отличался ещё большей технологичностью, — порядка полумиллиона.
Ими снабжались целые роты и батальоны автоматчиков, появившиеся в составе Красной Армии к концу 1942 года.
К концу войны этим оружием было вооружено порядка 55 % процентов бойцов Красной Армии,
и оно стало неотъемлемой частью образа советского солдата военной поры.
Широкое использование ПП в годы войны оказало существенное влияние на формирование тактики пехотного боя и системы вооружения Советской армии в послевоенный период, когда большое значение стало придаваться ведению плотного автоматического огня вдоль всего фронта, в ущерб точности стрельбы, а автомат Калашникова вытеснил более точный, но менее скорострельный карабин Симонова, в то время, как на Западе, особенно в США, ещё долгое время (вплоть до середины-конца 60-х гг.) продолжала развиваться идеология точного самозарядного оружия под мощные патроны, иногда с возможностью ведения огня очередями в критический момент боя, аналогичного советским довоенным разработкам — АВС и СВТ.

#### Немецкие пистолеты-пулемёты
Немецкий ПП MP38 системы Ханно Фольмера, производившийся заводами «Эрма Верке», был принят на вооружение незадолго до начала войны — в 1938 году. Изначально он был предназначен для вооружения десантников и отличался отсутствием классического для ПП тех лет деревянного цевья с прикладом винтовочного типа. Вместо него он имел пластиковую (бакелит) ложу с пистолетной рукояткой и складной металлический плечевой упор. В сочетании с отказом от кожуха ствола и рядом других мероприятий это позволило получить лёгкий и компактный ПП, удобный для парашютистов, а также танкистов и мотопехоты.
Трудозатраты на изготовление МР38 ещё до войны составляли 18 человеко-часов при себестоимости всего в 57 марок, — при том, что пистолет Walther P38 требовал 13 человеко-часов при себестоимости 31 марка, а винтовка Mauser 98k — 22 человеко-часа и 70 марок. Упрощённый же общеармейский вариант — пистолет-пулемёт MP 40, у которого ствольная коробка не фрезеровалась из поковки, а сворачивалась из стального листа со сварным швом — обходился уже всего в 40 марок; себестоимость продолжала снижаться по мере развёртывания всё более массового выпуска и дальнейшего упрощения конструкции и технологии, что позволило во второй половине войны терпящей неудачи на фронте Германии вооружать дешёвыми ПП всё большие количества солдат.
По своим характеристикам изначально создававшиеся как специализированное оружие немецких десантников МР38 и МР40 выдающимися образцами не являлись, более того — явно уступали довоенным ПП, за исключением разве что характерного для них выгодного для этого вида оружия сравнительно невысокого темпа стрельбы. Неудобный складной плечевой упор, допускавший сильный люфт в сочленениях, относительно примитивные прицельные приспособления и короткий ствол в сочетании с не лучшей баллистикой посредственного патрона 9×19 мм Парабеллум ограничивали сферу их применения боем на самых ближних дистанциях, даже «по паспорту» — не более 200 м (в реальности не далее 100—120 м) Адекватно оценивая боевые качества данного оружия, Вермахт вступил в войну, имея всего порядка более одного-двух десятков ПП на роту.
Между тем, в связи с фактическим провалом программы полного перевооружения Вермахта «штурмгеверами», «штурмовыми винтовками» — принципиально новым оружием под промежуточный по мощности между винтовочным и пистолетным патрон, а также неудачей попыток наладить производство самозарядных винтовок G41 и G43 под винтовочные патроны, германская армия со временем во всё возрастающей степени вынужденно переходила на дешёвые и технологичные в производстве пистолеты-пулемёты, впрочем, сохраняя при этом и магазинную винтовку Mauser 98k, так как характеристики ПП не позволяли сделать его единственным образцом лёгкого стрелкового вооружения пехоты. Всего МР40 было выпущено не более 1,1-1,2 миллиона экземпляров — намного меньше, чем винтовок Маузера, которых в тот же период произвели более 14,5 миллионов, так что именно они оставались основным немецким пехотным оружием в течение всей войны. При этом основой огневой мощи германского пехотного отделения всегда был пулемёт, а главной задачей стрелков считались подача патронов и защита его расчёта, — то есть, лёгкое стрелковое оружие заведомо находилось в линейных частях Вермахта на вспомогательных ролях.
А. В. Исаев высказывается по этому поводу ещё более радикально, утверждая, что в немецких войсках ПП играли исключительно вспомогательную роль:
…пистолеты-пулемёты стали в небольших количествах встраивать в организационную структуру пехотных и танковых соединений, вооружая ими командиров, вступающих в огневое соприкосновение с противником. Фактически унтер-офицерам и младшим офицерам просто давали нечто более мощное, чем пистолет. Одновременно возможности нового оружия оценивались вполне определённо (невысоко), и единственным местом, где можно было встретить «автоматчиков», была строительная организация Тодта. Работники кирки и лопаты на случай внезапного появления «казаков» получали дешёвые «МП-40» вместо винтовок. Массовым оружием пехотинцев должны были стать (и стали в конце войны) «штурмгеверы», а до тех пор солдаты получали карабины «98K».
Вероятно, такая оценка может быть признана корректной, но лишь применительно к начальному периоду Второй мировой и Великой Отечественной войны.
Ближе к концу войны предпринимались и попытки организации производства ещё более простых и дешёвых образцов ПП, носивших характер откровенных эрзацев, — но лишь малая часть из этих начинаний достигла какого бы то ни было успеха. Кроме того, Вермахт, а в особенности — Waffen SS широко использовали трофейные ПП самого различного производства, в том числе и советские ППШ и ППС, предпринимались даже попытки их конверсии под 9-мм боеприпасы.

#### Английский СТЭН
Английский СТЭН по сути представлял собой до предела упрощённый вариант немецкого МР28, изготовлявшийся из трубчатых заготовок и штампованных деталей, — только ствол и затвор требовали сравнительно сложной станочной обработки. Некоторые партии СТЭНов, — всего порядка 80 тысяч экземпляров, — даже имели литые затворы из алюминиевой бронзы. Его производство обходилось всего лишь в 5 долларов 20 центов по состоянию на 1943 год, против более $100 за ПП Томпсона. Поэтому СТЭНов было выпущено более 4 миллионов, не считая лицензионных и нелицензионных копий, которые выпускались и выпускаются едва ли не по всему миру, что делает его, наряду с советскими и немецкими ПП, одним из наиболее массовых образцов оружия этого класса. Боевыми качествами СТЭН отнюдь не блистал, однако для британской пехоты, вступившей в войну с магазинной винтовкой «Ли-Энфилд» и пулемётом «Виккерс» времён Первой мировой войны, он оказался отличным подспорьем в ближнем бою.

#### Анализ применения ПП во Второй мировой войне
Итак, именно сочетание низкой себестоимости, обусловленной примитивностью конструкции и высокой технологичностью, которая открывала возможности для крупносерийного выпуска, с приемлемыми боевыми качествами, в первую очередь проявлявшимися в ближнем бою и обусловленными высокой скорострельностью, позволяющей компенсировать низкие кучность и поражающую способность пули, и сделало пистолет-пулемёт одним из основных видов оружия периода Второй мировой войны. Практика показала, что в реальности боевые столкновения пехоты как правило происходили на дальности, не превышающей 350 метров, а основной бой с использованием лёгкого стрелкового оружия и вовсе разворачивался на дистанциях от 250 метров и менее, то есть, намного меньшей, чем представлялось в довоенный период, а на такой дистанции ПП является вполне действительным оружием. Нельзя также отрицать и большой силы морально-психологического воздействия автоматического огня из ПП на бойцов противника по сравнению с одиночным огнём из винтовок.
При этом армии, не испытывавшие существенных сложностей со снабжением более дорогостоящими и менее технологичными, но и имеющими более высокие характеристики видами стрелкового оружия и в этот период продолжали рассматривать ПП в качестве вспомогательного вооружения. Например, в армии США основным видом стрелкового оружия всю войну была самозарядная винтовка Гаранда, дополненная в качестве вспомогательных образцов магазинной винтовкой Спрингфилд, лёгким самозарядным карабином M1 Carbine под специально разработанный патрон пистолетного типа и несколькими моделями пистолетов-пулемётов — в основном это были ПП Томпсона в армии, M3 и «Рейзинг» на флоте и в морской пехоте. Причём лёгкие карабины и ПП использовались как правило для вооружения командного состава, водителей, артиллеристов, экипажей бронетехники, десантников, а также всевозможных нестроевых частей, вспомогательных подразделений и, в отдельных случаях, отрядов специального назначения, испытывавших потребность в специализированном оружии для ближнего боя. В пехоте они также имелись в качестве вспомогательного средства для боя на ближней дистанции, но в количестве значительно меньшем, чем, например, в РККА.

### Первые послевоенные десятилетия
К примерно такой же системе стрелкового вооружения, в которой главную роль играли самозарядные и автоматические винтовки, а пистолеты-пулемёты находились на второстепенных ролях, вернулось большинство армий после окончания Второй мировой войны.
Некоторое исключение составляли Советская Армия, а также — армии стран-союзников СССР, сформировавших впоследствии социалистическое содружество и Организацию варшавского договора. Причиной этого стало начало в этих странах массового выпуска автоматических карабинов нового поколения (автоматов) — автоматического стрелкового оружия под промежуточный патрон, заменившего в первое послевоенное десятилетие в качестве единого образца как прежние модели магазинных, самозарядных и автоматических винтовок и карабинов, так и пистолеты-пулемёты армейских моделей. При этом в течение первого послевоенного десятилетия, до массового поступления в войска автоматов, пистолеты-пулемёты, разработанные в военный период, оставались в этих армиях основным видом индивидуального стрелкового оружия.
Ранее, ещё во время войны, подобный образец — «штурмгевер» — был принят в Германии, но это было сделано слишком поздно, поэтому основным образцом стрелкового оружия Вермахта он стать так и не успел; после войны же системы стрелкового оружия вновь созданных армий Восточной и Западной Германий были унифицированы в рамках ОВД и блока НАТО соответственно, а в них тон задавали соответственно советские или американские образцы.
В СССР после окончаний войны развитие ПП как класса оружия по сути вообще прекратилось на много десятилетий вперёд. В условиях невысокой потребности советской милиции в создании новых моделей ПП и наличия на складах больших запасов ПП Шпагина и Судаева, заменяемых в войсках автоматами Калашникова, выпуск этого вида оружия был прекращён, а создаваемые опытные образцы, такие, как пистолеты-пулемёты Симонова ППС-6П 1946 года (7,62 мм), ППС-8П 1949 года (7,62 мм) и ППС-10П 1950 года (9 мм), или 9-мм пистолет-пулемёт Калашникова 1947 года, в производство не шли. Отчасти отсутствие новых разработок в этой области восполнилось производством автоматического пистолета Стечкина, по своим характеристикам достаточно близкого к малогабаритным ПП.
В то же время, в ряде социалистических стран в этот период работы по созданию новых образцов пистолетов-пулемётов всё же продолжались. Например, в Чехословакии в первые послевоенный годы был создан и принят на вооружение весьма удачный ПП Sa. 23, согласно ряду источников послуживший впоследствии прототипом для знаменитого Uzi (иными источниками этот вариант рассматривается в качестве легендарного, хотя между этими образцами действительно имеется существенное сходство с точки зрения компоновки), а в 1961 году — малогабаритный ПП Škorpion vz. 61 — впрочем, уже не как общеармейский образец, а в качестве вспомогательного оружия самообороны для военнослужащих «второй линии» взамен малоэффективного пистолета. Малогабаритный ПП PM-63 RAK, напоминающий по конструкции увеличенный в размерах автоматический пистолет с кожух-затвором, был принят в 1960-х годах и в Польше. В Югославии был принят ПП М56, упрощённая версия немецкого MP40, адаптированная под советский патрон 7,62×25 мм. Кроме того, во многих соцстранах был развёрнут выпуск более или менее видоизменённых вариантов советских ПП времён войны — ППШ и ППС, который продолжался ещё долго после того, как сами советские оригиналы были сняты с вооружения.
На Западе ситуация складывалась несколько иначе. В 1954 году в рамках блока НАТО был стандартизирован американский «уменьшенный» (по сравнению с использовавшимся в США до него патроном .30-06 — 7,62х63 мм) винтовочный патрон калибра 7,62×51 мм, под который был создан целый ряд систем самозарядных и автоматических винтовок — M14, G3, FN FAL, L1A1 и другие. Они, — в отличие принципиально нового по концепции оружия под промежуточный патрон, — советского АК и не получившей дальнейшего развития немецкой StG-44, — по сути мало отличались от довоенных образцов этого класса, оставаясь достаточно тяжёлыми и громоздкими из-за всё ещё излишней для ручного автоматического оружия мощности используемого патрона, и, соответственно, ещё не могли фактически играть роль единого образца, заменяющего всё наличное лёгкое стрелковое оружие от пистолета-пулемёта до лёгкого ручного пулемёта (хотя попытки создания такого комплекса на базе этого патрона предпринимались). Кроме того, из-за значительных габаритов, массы, мощности и отдачи они были малопригодны для создания модификаций, предназначенных для вооружения десантников, экипажей бронетехники, водителей, артиллеристов и так далее.
Поэтому многие армии мира в этот период сохраняли на вооружении в качестве общеармейского оружия пистолеты-пулемёты, несмотря на их очевидное устаревание используемые совместно с винтовками новых моделей. Например, устаревшие на тот момент ПП Томпсона активно использовался американцами во Вьетнаме, где в условиях ближнего боя в джунглях благодаря хорошему останавливающему действию его применение было подчас более оправданным, чем автоматических винтовок M14 и даже новейшей «штурмовой винтовки» M16, использующей малокалиберный промежуточный патрон. Было создано и большое количество новых моделей этого вида оружия, которые, однако, в подавляющем большинстве случаев имели идентичные устройство и принцип действия, а их боевые качества были в значительной степени нивелированы использованием стандартизированного в рамках блока НАТО патрона 9×19 мм Luger.
Типичными образцами ПП этого времени были такие модели, как Carl Gustaf M/45, Vigneron, Beretta M12, MAT-49, Madsen m/50, Sterling L2, STAR Z-62 и другие. Они были созданы с учётом опыта Второй мировой войны и имели сравнительно компактные габариты, складной (в большинстве случаев) плечевой упор, достаточно примитивные прицельные приспособления, рассчитанные на ведение огня на реалистичные для оружия под пистолетные патроны дальности — как правило, постоянный на 100 м или перекидной целик на 100 / 200 м, и коробчатые магазины ёмкостью порядка 30 патронов, обеспечивавшие разумный компромисс между массой и ёмкостью. В их изготовлении широко применялась технология штамповки из листовой стали, что позволило существенно снизить их себестоимость по сравнению с довоенными образцами и выпускать новые образцы оружия массовой серией.
В этот период появляется целый ряд ПП, отличавшихся от своих предшественников ещё большей компактностью благодаря использованию компоновки с магазином, расположенным в пистолетной рукояти, и затвором, набегающим на ствол («телескопирующим»), — такие, как уже упоминавшийся Sa. 23 (1949) или Uzi (1954). Это оружие, при большей компактности имея боевые качества не хуже, чем у имеющих ту же длину ствола ПП классической компоновки, оказались особенно удобны для танкистов, водителей и других бойцов, испытывающих необходимость в мощном, но компактном и удобном в ношении оружии. Однако с его появлением «классическая» компоновка с магазином перед спусковой скобой также не была забыта и продолжала развиваться, причём на некоторых образцах она была дополнена тем же набегающим на казённую часть ствола затвором для повышения компактности, что позволяет им практически сравниться по данному показателю с оружием типа «Узи», примером чему может послужить чехословацкий «Скорпион».
В шестидесятых—семидесятых, а в некоторых странах — даже восьмидесятых годах, по мере затянувшегося перехода блока НАТО на промежуточный 5,56-мм боеприпас и оружие под него, армейские «строевые» ПП предыдущего поколения практически повсеместно были сняты с вооружения, а их производство переместилось преимущественно в страны «третьего мира». Основным образцом пехотного оружия в странах НАТО стала автоматическая винтовка под малоимпульсный промежуточный боеприпас.

### Современный этап

#### Новое оружие для новых условий
Между тем, в те же шестидесятые — семидесятые годы XX века на Западе наметился новый виток в эволюции пистолета-пулемёта как вида оружия, теперь уже в связи с развитием сил специального назначения, появившихся на гребне очередного пика международной напряжённости и повышения активности спецслужб, а также в ответ на рост международного терроризма и организованной преступности.
Основными пользователями пистолетов-пулемётов стали различные полицейские службы и формирования специального назначения, которым приходится вести скоротечный огневой бой на небольших дистанциях. Относительно невысокая мощность пистолетного патрона пистолета-пулемёта позволяет сделать его небольшим и легким без ущерба для надежности и управляемости при автоматической стрельбе. Также низкая начальная скорость пули уменьшает дальность её убойного действия (для сравнения — у 9-мм пистолетного патрона она достигает 350 м, а у 5,45-мм автоматного — 1350 м), что повышает безопасность для посторонних лиц в населенных пунктах, кроме того снижается вероятность рикошетов. 
Типичным примером оружия для полиции является немецкий Heckler & Koch MP5. Это оружие по устройству больше похоже на штурмовую винтовку (собственно, оно и создано на основе винтовки HK G3), а по форм-фактору, габаритам и массе находится ближе всего к МР40 или ППС, то есть наиболее компактным образцам этого класса оружия в предшествующую эпоху.
При этом благодаря намного более сложной и совершенной конструкции, включая использование полусвободных затворов, отдачи ствола или отвода пороховых газов для работы автоматики, стрельбу «с закрытого затвора» благодаря использованию курковых УСМ, и так далее ПП нового поколения значительно превосходили своих предшественников по всем характеристикам.
Как уже говорилось, в регулярных частях армий ПП использовались в этот период ограниченно, в основном применяясь для вооружения сил специальных операций, ведения боя в городских условиях на ближних (до 200 метров) дистанциях, а также как оружие непосредственной самообороны артиллеристов, экипажей бронетехники, связистов, ракетчиков, штабных офицеров и других военнослужащих, статус которых не предусматривает непосредственного огневого контакта с противником в штатных условиях.
В первом случае использовалось оружие типа того же HK MP5, а во втором, как правило, лёгкие ПП с магазином в пистолетной рукоятке и «набегающим» на ствол затвором, начало массовому распространению которых положил израильский Uzi, либо ещё более лёгкие образцы, по сути промежуточные между ПП и автоматическим пистолетом, вроде MiniUzi или «Ингрэма».
В СССР в 70-х годах, вероятно, под впечатлением от всё тех же «Мини-Узи» и «Ингрэма», был инициирован конкурс на 9-мм пистолет-пулемёт диверсионного назначения, участие в котором приняли маститые конструкторы, в том числе Н. М. Афанасьев из Тулы и Е. Ф. Драгунов из Ижевска. Однако для оружия такого назначения патрон оказался слишком слабым — достижимая с ним прицельная дальность стрельбы в 50-70 метров была признана совершенно неудовлетворительной, так что, вне зависимости от степени удачности представленных конструкций, сама по себе тема была признана бесперспективной и со временем свёрнута.
Примерно тогда же была открыта опытно-конструкторская работа под девизом «Модерн» по созданию 5,45-мм малогабаритного автомата, предназначенного для вооружения гранатомётчиков, расчётов орудий, экипажей бронемашин и вспомогательных подразделений, то есть в традиционной нише применения ПП и, в последние годы, PDW, — в качестве более эффективной альтернативы пистолету АПС, имевшему недостаточную дальность стрельбы и пробивную способность пули, а также создававшему ненужные сложности при обучении личного состава (обучение меткой стрельбе из пистолета требует существенно больше времени и усилий, чем из ведущего огонь от плеча и удерживаемого при стрельбе двумя руками автомата).
Несмотря на представление на конкурс ряда достаточно оригинальных и интересных систем оружия, победителем был объявлен вариант привычного для военных и производственников автомата Калашникова — АКС74У. Эта система, неплохо зарекомендовавшая себя для ведения скоротечного боя в городских условиях, для МВД и охранных структур, была не всегда удобна ввиду избыточной для решаемых ими задач мощности и пробивной способности автоматной пули, её повышенной склонности к рикошету, невысокой кучности боя, значительных размеров, веса оружия и отдачи при стрельбе.
В связи с этим в восьмидесятые и девяностые годы, в условиях резкого роста уровня преступности, в нашей стране вновь пробудился интерес к ПП, уже в качестве «полицейского» и контртеррористического оружия. Были извлечены из архивов и доведены до серийного производства некоторые наработки семидесятых годов — «Каштан», «Кипарис», «Кедр», — а также создан с нуля целый ряд конструкций, предназначенных для войск специального назначения и милиции, таких как ПП-19 «Бизон», ОЦ-22, СР-2, ПП-90, ПП-90М1, ПП-2000 и так далее.
В настоящее время пистолеты-пулемёты широко применяются в различных частях специального назначения, как армейских, так и полицейских, а также в качестве оружия непосредственной самообороны для водителей, экипажей боевой техники, связистов, офицеров и так далее.
Пистолеты-пулемёты, иногда кустарного производства, также используются инсургентскими группами, незаконными вооружёнными формированиями, террористами и киллерами для диверсионных актов, стрельбы в городских условиях и покушений — например, Галина Старовойтова была убита из хорватского ПП Agram 2000.

#### Программа PDW и связанные разработки
Широкое распространение бронежилетов и других средств индивидуальной защиты в последние десятилетия значительно снизило боевую ценность пистолетов-пулемётов под обычные пистолетные патроны с их ограниченными энергетическими возможностями и низким пробивным действием. Это вынуждает применять либо специальные бронебойные боеприпасы с особой конструкцией пули, либо даже специально разработанные более мощные патроны, что постепенно изменяет саму идеологию пистолета-пулемёта как оружия под обычный пистолетный патрон, заставляя создавать для них специальные, условно говоря — «пистолет-пулемётные», боеприпасы.
В семидесятые годы, после принятия на вооружение малокалиберных малоимпульсных промежуточных патронов и по мере распространения в армиях бронежилетов, на Западе получила широкое хождение идея специализированного оружия, использующего малокалиберный патрон и предназначенного для непосредственной самообороны военнослужащих «второй линии» в условиях современных боевых действий. Разработка этой идеи привела к появлению концепции PDW (Personal Defence Weapon).
В её рамках были созданы образцы автоматического оружия под пистолетные патроны нового поколения, по сути представляющие собой нечто среднее между пистолетными и промежуточными (автоматными) боеприпасами. Будучи ближе к пистолетным патронам по мощности и энергии отдачи, благодаря использованию малокалиберных остроносых пуль новые патроны по баллистике на малых (до 150—200 м) дальностях выстрела сравнимы с промежуточными, имея высокую начальную скорость и настильность траектории пули, а также обеспечивают высокую, по сравнению с традиционными пистолетными патронами, пробивную способность. По сути, речь идёт о появлении принципиально нового вида оружия.
В 1990 году в странах НАТО началась работы по проекту CRISAT (Collaborative Research Into Small Arms Technology — Совеместные исследования в области технологии стрелкового оружия), целью которых был поиск замены штатному пистолетному патрону 9×19 мм Парабеллум. Ставилась задача создания под новый патрон двух видов оружия: пистолета массой до 1 кг и ПП / PDW массой до 3 кг. Первый должен был обеспечить пробивание 1,6-мм титановой пластины и 20 слоёв кевлара, а также выведение находящегося за ним противника из строя, на дистанциях до 50 м, а второй — до 150 м.
В том же году в Бельгии фирмой FN Herstal был создан комплекс «оружие-патрон», состоявший из боеприпаса калибра 5,7×28 мм, пистолета FN Five-seven и ПП / PDW FN P90.
Этот ПП / PDW в своё время активно рекламировался в качестве «ПП XXI века». Он представляет собой оружие с футуристическим дизайном и цельнопластиковым корпусом. Расположение магазина сверху плашмя позволило довести его ёмкость до 50 патронов, но ценой существенного усложнения конструкции подающего механизма. Оригинальный патрон 5,7×28 мм напоминает уменьшенный автоматный боеприпас: имеет бутылочную гильзу, довольно мощный заряд пороха и остроконечную пулю массой 1,8 г, покидающую ствол со скоростью 823 м/с и энергией 610 Дж. Его более компактные, чем у 9×19 мм, габариты позволили увеличить ёмкость магазина пистолета до 20 патронов, ПП / PDW — до 50, а малая масса пули — сохранить отдачу на более низком уровне, чем у оружия под патроны калибра 9×19 мм.
На практике наибольшее распространение P90 получил в качестве оружия отрядов специального назначения полиции и армий различных стран, а вовсе не как вспомогательное армейское оружие самообороны, в соответствии с исходной идеей PDW. Одно время в рамках НАТО даже было намечено принятие бельгийского 5,7-мм патрона в качестве стандартного, однако в конце 1990-х годов у него появился конкурент из Германии — разработанные фирмой Heckler-Koch патрон 4,6×30 мм, ПП MP7 PDW (2001 год) и пистолет HK P46.
Дульная энергия пули немецкого патрон ниже, — 460 Дж при массе 1,7 г и начальной скорости 736 м/с, — однако пробивная способность сравнима благодаря меньшему калибру. Сам ПП / PDW с точки зрения конструкции выделяется необычным для этого класса использованием газоотводной автоматики, аналогичной винтовке G36.
В ходе интенсивных испытаний, проводившихся в 2000—2003 годах, было выяснено превосходство бельгийского 5,7-мм патрона. Тем не менее, решение о его стандартизации в рамках всего блока НАТО выработано не было, так что развитие данной концепции продолжилось несколькими путями.

Тем временем, похожий по концепции патрон был разработан и в Чехии — 17 Libra (4,38×30 мм), созданный Властимилом Либрой, основателем частной оружейной фирмы Libra ([http://www.libraas.com/1002-libra-a-s.html (недоступная+ссылка) сайт] (недоступная ссылка)), существующей с 1996 года. Пуля этого патрона очень лёгкая и развивает скорость порядка 700 м/с. Она пробивает стандартный бронежилет на 250 метрах, 10-мм стальную пластину на 10 м, при этом сообщается, что до 200 м сохраняется и высокое останавливающее действие. Под этот боеприпас созданы такие образцы оружия, как ПП / PDW CZW 438. 
В Китае в середине 90-х годов также был принят на вооружение патрон подобного типа — DAP92-5.8 калибра 5,8×21 мм, под который были созданы ПП Chang Feng и Тип 05. Он имеет бутылочную гильзу и довольно тяжёлую (около 3 граммов) остроконечную пулю со сравнительно высокой начальной скоростью (до 500 м/с).
В Швеции в начале 2000-х годов фирмой CBJ Tech был разработан ПП / PDW CBJ-MS, использующий оригинальный патрон 6,5×25 мм CBJ-MS, который имеет подкалиберную вольфрамовую пулю в пластиковом поддоне. При выстреле она получает очень высокую скорость — 830 м/с, и на 50 м пробивает 7-мм стальной бронелист. Боеприпас создан на основе гильзы патрона 9×19 Парабеллум, удлинённой и переобжатой в дульце на калибр 6,5 мм. Дополнительное преимущество этого патрона состоит в том, что по внешним габаритам и форме нижней части гильзы он унифицирован с 9×19, что позволяет использовать его в имеющемся оружии под этот патрон, заменив лишь ствол, а также создаёт интересные перспективы создания весьма гибкого бикалиберного оружия.
Благодаря высокой начальной скорости и небольшому импульсу отдачи, это оружие имеет очень большую для пистолетного патрона действительную дальность стрельбы — вплоть до 200—250 м, но при этом останавливающее действие его пули невелико. Сам же по себе данный образец ПП ничем особым не выделяется и по сути является вариацией на тему Mini-Uzi. Разработка этого оружия продолжается до сих пор, и говорить о его дальнейшей судьбе, как и перспективах патрона такой концепции, пока рано.
В 2008 году НАТО приняло решение пересмотреть требования по пробиваемости к оружию, создаваемому в рамках проекта CRISAT, разработав спецификации раздельно для «мягких» бронежилетов и усиленных керамическими пластинами, однако в настоящее время руководство блока более озабочено разработкой нового образца общевойсковой «штурмовой винтовки», тематика же PDW ушла в какой-то мере на второй план.

##### СССР и Россия
В СССР ещё с начала 70-х годов велись работы в близком направлении, но они вылились лишь в создание самозарядного пистолета ПСМ (1972 год) под малокалиберный патрон 5,45×18 мм с бутылочной гильзой и повышенной пробивной способностью остроносой пули. Позднее под этот же патрон был разработан автоматический пистолет ОЦ-23 «Дротик». В 1980-х годах в этом калибре проектировались и пистолеты-пулемёты, но в серию они так и не пошли. В настоящее время нередко высказываются суждения о том, что этот патрон в целом и общем не оправдал себя: для использования в пистолетах его пуля имеет слишком малое останавливающее действие, а для оружия типа PDW он сам по себе излишне слаб (дульная энергия — всего лишь порядка 130 Дж). Тем не менее, этот патрон в варианте с пулей, имеющий твёрдый сердечник, обеспечивает поражение цели, защищённой бронежилетом 1-2 класса на небольшой дистанции, что является для «карманных» пистолетов, к которым относится ПСМ, уникальным результатом.
Близкими по направлению, но альтернативными по способу достижения поставленной цели создания боеприпаса повышенной пробивной способности являлись работы над патроном 9×21 мм с тяжёлой остроконечной пулей крупного калибра (семейство СП-10, СП-11, СП-12, СП-13), под который для спецподразделений были созданы ПП «Вереск» СР-2 (1999 год) и пистолет СР-1 «Гюрза» (1996 год). «Вереск» использует для работы автоматики газоотводный двигатель и обеспечивает 100 % пробитие 4-мм стального листа на дистанции 70 м. Между тем, дальность стрельбы из этого оружия сравнительно невелика из-за малой настильности траектории пули, так что говорить о соответствии данного оружия западному, созданному по концепции PDW, несколько преждевременно — скорее это просто ПП с повышенным пробивным действием пули, предназначенный для использования спецподразделениями в ближнем бою.
Созданный в начале 1990-х годов для нужд МВД малогабаритный 9-мм автомат 9А-91 по своей концепции достаточно близок к PDW. Хотя формально он и относится к автоматам, по габаритам он гораздо ближе к ПП, причём благодаря расчёту на скрытое ношение этот образец имеет очень «плоскую» форму, что делает его весьма удобным для использования в качестве оружия самозащиты военнослужащих «второй линии» (то есть, в нише PDW). Дульная энергия выпущенных из него пуль составляет порядка 700 Дж (патроны 9×39 мм СП-5 / СП-6 / ПАБ-9 — те же, и что в армейской винтовке Винторез), что существенно меньше, чем у обычных автоматных боеприпасов, но близко к параметрам патронов, используемых в PDW. На дистанции в 100 м 9А-91 обеспечивает пробитие 8-мм стального листа или бронежилета вплоть до 3-го класса защиты. При этом тяжёлая пуля намного дольше сохраняет высокую кинетическую энергию, что делает 9А-91 значительно более эффективным оружием, чем традиционные ПП под патрон 9 мм Parabellum, такие как MP5K-PDW: при близкой дульной энергии, на дистанции в 100 м разница в энергии пули патрона 9 мм Para и патрона 9×39 мм уже составляет 52 % в пользу последнего.
9А-91 не имеет какого либо распространения в российской армии. Основными препятствиями являются, видимо, «экзотичность» и сравнительно высокая стоимость боеприпасов.
В 1993 году В. М. Калашниковым и Алексеем Драгуновым (сыном Е. Ф. Драгунова) по заказу МВД России на ОАО «Ижмаш» разработан пистолет-пулемёт на основе автомата Калашникова получивший обозначение ПП-19 «Бизон».
Иногда также отмечается высокий потенциал в новых условиях старых советских патронов к ПП Шпагина и Судаева калибра 7,62×25 мм, в огромных количествах имеющихся на складах. Сочетание сравнительно высокой мощности и малого калибра теоретически позволяет создать на их основе патрон, близкий к зарубежным разработкам в области пистолетных боеприпасов нового поколения, при существенно меньших затратах. Например, в США на базе старого советского патрона был создан гражданский боеприпас с подкалиберной свинцовой пулей в пластиковом поддоне, по конструкции аналогичный перспективному шведскому CBJ-MS.
Между тем, на практике, несмотря на наличие вышеупомянутых разработок, российской армией был принят на вооружение патрон 9×19 мм Парабеллум (точнее, наиболее мощный его вариант, 9×19 +P+). Гильзы этого патрона и весьма распространённого в России патрона 9×18 мм к пистолету Макарова отличаются по длине менее, чем на миллиметр, и имеют практически одинаковый внутренний объём. Основной проблемой патрона 9×18 мм ПМ, ограничивающей его мощность, является малая общая длина — 25 мм, связанная с глубокой посадкой пули в гильзу, что не даёт увеличить массу порохового заряда, и её (пули) малой длиной, ухудшающей баллистику и снижающей поражающее действие. Однако в Бельгии на базе гильзы «макаровского» патрона создан бронебойный патрон VBR-B 9×18 KATE (ссылка), имеющий общую длину 29,6 мм (что делает их неприменимым в пистолете Макарова) и по всем характеристикам сравнимый с 9×19 мм, под который уже на Западе создаются новые образцы оружия. Таким образом, введение в России на вооружение совершенно нового патрона, связанное с полной перестройкой соответствующего производства, выглядит недостаточно обоснованным. Любопытно, что в России также создавался усиленный патрон 9×18 мм ПММ, но его мощность была ограничена сохранением той же самой общей длины, что и у патрона ПМ, — при том, что стрельба им из обычного «Макарова» и других старых образцов этого калибра всё равно была небезопасна. Существует версия, что принятие на вооружение патрона 9×19 мм Парабеллум было предпринято для упрощения разработки образцов вооружений, предназначенных для отправки на экспорт, в первую очередь юридического .

#### Дальнейшее развитие и новые идеи
Наряду с этим, существует, однако, мнение, что оружие типа PDW в целом бесперспективно за исключением случаев применения силами специального назначения в ближнем бою, так как для стрельбы из него используются уникальные патроны, что, по мысли сторонников такой позиции, должно существенно затруднить снабжение вооружённых ими бойцов боеприпасами в случае реального военного конфликта. В качестве альтернативы называется укороченный вариант автомата / «штурмовой винтовки», использующий штатный для данной армии промежуточный патрон. К этой нише можно отнести советский / российский АКС74У и американский M4. Тем не менее, на практике PDW пока получает всё большее и большее распространение, отзывы же эксплуатантов об укороченных автоматах, несмотря на давнюю практическую реализацию этой идеи, всё ещё носят достаточно неоднозначный характер.
Более того, в США, возможно, намечается обратный переход, — с 9 мм на более крупные калибры; например, в 2007 году ВВС США объявили о намерении принять на вооружение пистолет калибра .40 Smith-Wesson (10 мм), или даже .45 ACP (11,43 мм). Тяжёлые пули этих патронов не обеспечивают высокого пробивного действия, но даже не пробив бронежилет способны нанести его обладателю тяжёлые травмы ударно-дробящего характера. Впрочем, отмечается, что из-за высокого рассеивания коротких крупнокалиберных пуль попасть в противника из оружия под такие патроны на дистанциях свыше 50-60 метров достаточно сложно.
Между тем, для использования в полицейском оружии вполне достаточно существующих пистолетных патронов типа 9×19 мм Люгер или .45 ACP, которые имеют сравнительно умеренную мощность, достаточно высокую останавливающую способность и, особенно в вариантах с пулями особой конструкции, типа французской THV, низкую склонность к рикошетированию, что очень важно при стрельбе в городских условиях, — так что отказ от них в ближайшем будущем также маловероятен. Типичным примером такого «полицейского» оружия является ПП HK UMP, ориентированного в первую очередь на рынок США, где полицейские департаменты традиционны пользуются большой свободой в вопросах закупки оружия и снаряжения. Несмотря на футуристический внешний вид, по сути этот образец представляет собой весьма упрощённое сравнительно с тем же MP5 оружие, использующее для работы автоматики отдачу свободного затвора. В его конструкции широко используются полимеры, за счёт чего обеспечиваются высокая технологичность и низкая себестоимость (UMP предлагается на международном рынке вооружений по цене намного ниже, чем у MP5).
Любопытным и потенциально перспективным направлением в области полицейских ПП является использование в таком оружии малокалиберного патрона кольцевого воспламенения (.22 LR и его аналогов).
Первый такой образец появился в СССР ещё в тридцатые годы — так называемый малокалиберный пулемёт Блюма, и использовался в РККА в учебных целях — для обучения стрелков с использованием дешёвых «мелкашечных» патронов. После войны, ввиду наличия на складах огромного количества боевых патронов военного выпуска с ограниченным сроком годности, актуальность его использования исчезла, и от него отказались.
В 1960-х годах американским конструктором Ричардом Касуллом (Richard Casull) был создан ПП American-180 под тот же самый патрон .22 LR, главной особенностью которого был дисковый магазин огромной ёмкости — изначально на 165, а впоследствии — до 275 патронов, что достигалось их расположением в несколько (до пяти) слоёв. По конструкции он напоминает своего рода гибрид между магазинами пулемётов Льюиса и Дегтярёва, — сам принцип подачи патронов напоминает «Льюис», но для приведения его в действие используется предварительно взведённая пружина, а не привод от подвижной системы оружия, как у «Льюиса».
Это позволяло, даже при характерном для этого оружия темпе стрельбы в 1200 выстрелов в минуту, вести непрерывный автоматический огонь в течение длительного времени, создавая его высокую плотность на ближней дистанции, при этом исключительно слабая отдача обуславливает весьма высокую кучность, а низкая цена малокалиберного боеприпаса — экономическую целесообразность применения.
Малокалиберные пули, с их малой энергией, слабым пробивным действием и отсутствием склонности к рикошету, делают такое оружие весьма подходящим для применения в полицейских операциях, в которых важно обеспечить безопасность случайных прохожих или собственных оперативников при стрельбе. Высокая поражающая способность при этом обуславливается огромной скорострельностью оружия, что в сочетании с его отличной кучностью создаёт при попадании очереди в цель эффект, аналогичный попаданию из дробового ружья, — но точность такой стрельбы намного выше, кроме того возможно применение весьма эффективных из-за малой мощности боеприпаса глушителей звука выстрела.
American 180 достаточно широко использовался охраной американских тюрем, как в ручном варианте, так и в виде четырёхствольной установки, предназначенной для подавления массовых бунтов заключённых, а также поставлялся в полицейские департаменты для борьбы с уличными беспорядками.
Тем не менее, дальнейшие исследования поражающих свойств такого оружия выявили ещё одну, весьма неожиданную возможную область его применения — для борьбы с легко бронированными целями на ближних дистанциях. Выяснилось, что при такой скорострельности (порядка 20 выстрелов в секунду) стрельба в одно и то же место на цели многократно увеличивает бронепробиваемость малокалиберных пуль. Это происходит за счёт того, что материал цели не успевает восстановиться между происходящими с такой частотой попаданиями пуль очереди и разрушается. Таким образом, малокалиберный пулемёт неожиданно оказался потенциально эффективным для поражения людей, защищённых бронежилетами, и даже бронированных автомобилей и лёгкой бронетехники.
Впоследствии в Югославии выпускался ПП MGV-176, имевший аналогичную конструкцию и довольно широко поставлявшийся на экспорт в качестве полицейского и гражданского оружия.
В последние десятилетия[когда?] часто возникает сравнение эффективности пистолета-пулемёта и гладкоствольного ружья, стреляющего дробовыми патронами, в связи со всё более частым применением последних в военных целях в качестве средства для выполнения весьма схожих боевых задач, — ведения боя на самой ближней дистанции. Считается, что один выстрел из дробовика 12-го калибра на дистанции до 25-30 метров сравним с или даже превосходит по эффективности очередь в 3-5 патронов, выпущенную из пистолета-пулемёта. Однако в качестве преимуществ ПП над дробовиком называют:
- Дробь де-факто запрещена, хоть и не напрямую, для применения в военных целях Гаагской конвенцией[9], наравне с экспансивными и прочими мягкими свинцовыми безоболочечными пулями, ПП же использует обычные армейские патроны с оболочечными пулями;
- Дробь имеет очень плохую баллистику на дистанциях свыше 30 метров, в то время как ПП и на большей дистанции (до 50 м для малогабаритных образцов, до 100 и более для полноразмерных) всё ещё остаётся весьма действенным оружием;
- Любые типы дроби обладают очень слабым пробивным действием против нательной брони или различных укрытий[10], в то время, как ПП, снаряжённый патронами со специальными бронебойными пулями, на определённой дистанции способен поразить противника, защищённого бронежилетом или укрывшегося за какой-либо лёгкой преградой;
- Дробовик по сравнению с современными ПП велик и тяжёл, имеет очень сильную отдачу.

С другой стороны, дробовик является более универсальным средством — он может применяться для вскрытия дверей, а со специальными боеприпасами — для выведения из строя различной техники и в качестве нелетального оружия, на что пистолет-пулемёт в принципе неспособен.

## Терминология
В 1920-х годах в СССР пистолет-пулемёт сначала называли «лёгкий автоматический карабин» (например — лёгкий карабин Токарева). Впоследствии по отношению к ПП применялся и термин «автомат», в том числе и в первые годы после принятия на вооружение автомата Калашникова под промежуточный патрон, когда наряду с ним на вооружении всё ещё состояли близкие к нему по массе, габаритам и роли в бою военные ПП времён Великой Отечественной войны.
В англоязычных странах пистолет-пулемёт называют Submachine Gun, SMG (дословно — «подпулемёт», в значении «более лёгкая разновидность пулемёта»). Исторически этот термин имеет американское происхождение, в странах же Британского содружества пистолеты-пулемёты довольно долго именовали «автоматическими карабинами» (Machine Carbine). В Индии этот термин используется до сих пор, причём иногда в виде достаточно причудливого сочетания с американским термином — Submachine Carbine (например, новейший индийский ПП называется MSMC — Modern Submachine Carbine).
В германоязычных странах используется термин Maschinenpistole, MP (читается «Машиненпистоле»), то есть дословно «автоматический пистолет», отсюда сокращение (MP38, MP5). Любопытно, что в английском языке аналогичным термином Machine Pistol обозначают другой тип оружия — автоматический пистолет.
Во французском языке для этого класса оружия используется либо термин Pistolet mitrailleur, PM, по смыслу точно соответствующий русскому «пистолет-пулемёт», либо уменьшительный вариант слова «пулемёт» — Mitraillette, то есть, дословно, «пулемётик».
В испанском используются термины Subfusil — дословно «подвинтовка», Metralleta — опять же, уменьшительное от слова «пулемёт», или, в наше время, калька с английского submachinegun — Subametralladora.
В чешском и словацком языках название этого класса оружия звучит весьма необычно для русскоговорящих — Samopal. пример — Sa vz. 23